# Vi som älskar och slåss
Vi som älskar och slåss är ett album från 1998 av Svante Thuresson.

## Låtlista
1. Undanflykt (Bedöva mig) (Johan Lindström/David Shutrick) – 3'42
2. Den svenska sommaren (David Nyström/David Shutrick) – 3'33
3. Baby (David Shutrick) – 3'36
4. Facit (David Shutrick) – 3'56
5. Det händer ju inget (Svante Thuresson) – 3'41
6. Vi som älskar och slåss (Michael Svensson/Johan Lindström/David Nyström/David Shutrick) – 5'16
7. Baka drömmar (David Shutrick) – 5'40
8. Här kommer natten (Pugh Rogefeldt) – 5'13
9. Bossa (Camilla och personalfesten) (Michael Svensson/David Shutrick) – 4'30
10. Det är hos dig jag vill va' (Vi som älskar och slåss 2) (David Nyström/David Shutrick) – 4'25

## Medverkande
- Svante Thuresson – sång
- Johan Lindström – gitarr, orgel, bas, piano (1–9)
- David Nyström – piano, orgel (1–3, 5–9)
- Andreas Dahlbäck – trummor, slagverk (1–6, 8)
- Per "Texas" Johansson – saxofon (3, 5)
- Fredrik Dahl – trummor (7, 9)
- Viktoria Tolstoy – sång (8)
- SNYKO (6, 8, 10)

## Listplaceringar
| Lista (1998) | Topplacering |
| ------------ | ------------ |
| Sverige      | 59           |

### Fotnoter
1. ↑  ”Svensk mediedatabas”. http://smdb.kb.se/catalog/id/001518046. Läst 10 oktober 2011.
2. ↑  Vi+som+%E4lskar+%26+sl%E5ss &cat=a ”Listplacering”. http://hitparad.se/showitem.asp?interpret=Svante+Thuresson&titel= Vi+som+%E4lskar+%26+sl%E5ss &cat=a. Läst 9 oktober 2011.